# Galeta (informàtica)

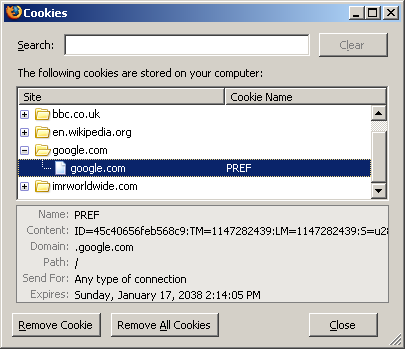
Gestor de galetes al navegador Firefox, agrupades per dominis.

Una galeta (també coneguda per la seva denominació anglesa cookie) és un fragment d'informació enviat des d'un servidor de pàgines web a un navegador que pot ésser retornada pel navegador en posteriors accessos a aquest servidor. El navegador guarda aquesta informació en forma d'arxiu de text al disc dur del visitant de la pàgina web per tal que certes informacions puguin ser recuperades en posteriors visites. Varen ser utilitzades per primer cop per Lou Montulli, quan treballava a l'empresa Netscape Communications, mentre estudiava les possibilitats del comerç electrònic.
Els usos més freqüents són:
- Guardar el nom d'usuari i contrasenya per evitar tornar-ho a introduir.

- Mantenir un seguiment de les compres en una botiga virtual.

- Utilitzar opcions de continguts o disseny escollides anteriorment.

- Obtenir informació sobre els hàbits de navegació de l'usuari.

- Obtenir informació de l'ordinador del visitant, com l'adreça IP, sistema operatiu o tipus de navegador.

Justament per culpa d'aquesta última utilitat, les galetes han estat sovint un tema recurrent en la privacitat a internet. Degut a la informació que guarden, és relativament fàcil fer un seguiment de les operacions de l'usuari repassant les galetes creades, cosa que permet crear un perfil d'usuari que permeti reconèixer les seves preferències. Aquests perfils, malgrat ser anònims (llevat que l'usuari introdueixi voluntàriament informació personal), són considerats per alguns com una vulneració de la privacitat. Diversos països han promogut una legislació específica per intentar evitar que aquest fet afecti a la privadesa de l'usuari. Malgrat això cal destacar que les galetes són únicament fragments d'informació i que per tant no poden esborrar dades, obrir finestres emergents o generar correu brossa, com a vegades s'ha dit.
La majoria dels navegadors inclouen l'opció d'acceptar o no galetes de les pàgines web visitades, però la no acceptació d'aquestes pot fer que algunes pàgines web no funcionin correctament.

## Història
Les galetes foren utilitzades en un principi a la informàtica quan Lou Montulli, un programador, va tenir la idea de utilitzar-les a les comunicacions web l'any 1994. Montulli era en aquell moment un empleat de Netscape Communications, empresa que estava desenvolupant una aplicació de comerç electrònic per a MCI. Vint Cerf i John Klensin representaven a MCI en les discussions a nivell tènic amb l'empresa a la que pertanyia Montulli, i van demanar una manera de fer que els estats transaccionals parcials no quedessin gravats als servidors de MCI, sinó que a l'ordinador de cada usuari. Les galetes informàtiques eren la clara solució al problema, permetent introduir un carro de la compra que fos virtual.
Amb John Giannandrea, Lou Montulli va escriure durant el mateix any l'espesicficació inicial de Netscape per a les galetes. Fora de laboratori, el primer ús que es va donar a les cookies va ser la validació de si els vistiants del lloc web de Netscape hi entraven per primera vegada o si ja hi havien estat abans. Montulli va sol·licitar la patent per a les galetes informàtiques l'any 1995, però aquesta patent no va arribar fins al 1998. Les cookies s'introduirien l'octubre de 1995 a Internet Explorer, en la seva segona versió.
La introducció de les galetes no va ser coneguda per moltes persones en el moment, passant-se aquestes per defecte i sense notificar els usuaris. No va ser fins un article del Financial Times sobre les cookies a inicis del 1996. Les galetes informàtiques van guanyar moltíssima atenció per part dels mitjans de comunicació, sobretot en l'àmbit del que significaven per a la privacitat, sent fins i tot debatudes en dos audiències de la Comissió Federal de Comerç dels Estats Units aquell mateix any i en 1997.
El procés pel qual les cookies s'haurien d'especificar formalment ja havia començat, les primeres discussions sobre aquest tema van ser a l'abril de 1995, formant-se un grup de treball especial al IETF. Sorgiren dos alternatives per introduir estat en les transaccions HTTP, donades per Brian Behlendorf i David Kristol, però es va acabar per utilitzar l'especificació de Netscape com a punt de partida. Va ser a febrer de 1996 que les cookies de tercers foren identificades com amenaçes per a la privacitat, demanant-se en la publicació de l'especificació produïda pel grup (publicada com el RFC 2109) a febrer de 1997 que aquestes cookies de tercers es desactivessin per defecte.
Aquesta recomonació va ser ignorada per empreses com Netscape i Internet Explorer, havent-hi fins i tot empreses publicitàries que ja feien ús de les cookies de tercers.
El {{RFC|2109}} seria reemplaçat l'any 2000 pel RFC 2965.
Les cookies d'avui dia són les publicades al {{RFC|6265}}, en abril de 2011.

## Propòsit
Les galetes són utilitzades per les pàgines web per diferenciar entre els diferents usuaris que hi accedeixen. Resulten un recurs particularment útil en el comerç electrònic, en el qual es pot crear una "cistella de la compra" virtual que vagi evolucionant en funció dels requeriments de l'usuari. Aquest tipus d'aplicacions estan molt per sobre de les possibilitats del protocol HTTP i resultarien impossibles sense l'ús de galetes.
També són molt útils en pàgines de l'estil de la Viquipèdia, on les galetes permeten als usuaris registrats definir una sèrie de propietats com el tipus de visualització. En altres pàgines com Google, les galetes permeten seleccionar el nombre de resultats mostrats o establir la preferència de l'usuari per certs resultats en concret.
També poden ser utilitzades per fer un seguiment dels usuaris a través d'una pàgina web en concret o de diverses pàgines. Aquestes dades són utilitzades posteriorment per propòsits estadístics o publicitaris, en permetre conèixer les preferències dels usuaris que hi naveguen, permetent fins i tot casos de programari espia.

## Funcionament

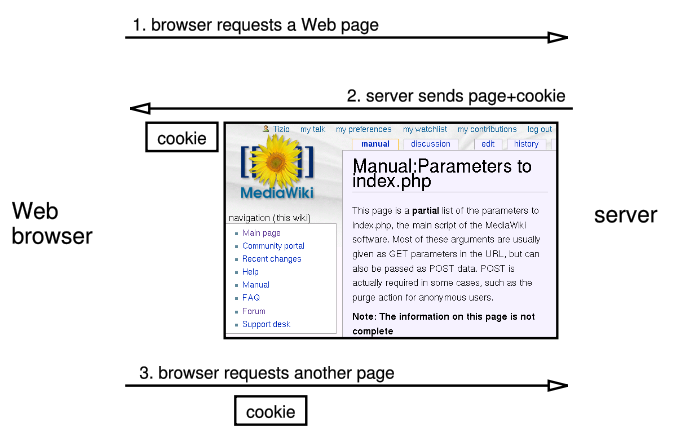
Exemple de funcionament d'una galeta,
1. El navegador sol·licita una pàgina web
2. El servidor envia la pàgina web i una galeta per guardar la informació de la sol·licitud
3. El navegador sol·licita una altra pàgina web.

Les galetes són fragments d'informació intercanviats entre el lloc web i el navegador. És mitjançant aquesta comunicació que el lloc web (HTTP) pot tenir memòria d'estat i recordar altres interaccions amb l'usuari, que d'una altra forma serien considerats com a fets aïllats. A més les galetes també poden ser creades i definides per un script, creades per un llenguatge com JavaScript, si aquest tipus de format està soportat pel navegador.
La mateixa naturalesa de les galetes implica que un navegador prou avançat ha de ser capaç d'emmagatzemar un nombre mínim de galetes per ser plenament funcional. En concret s'especifiquen un mínim de 300 galetes de 4 kilobytes de mitjana (un mínim de 20 per domini).
Les galetes són, generalment, esborrades en tancar el navegador, però per tal de poder aprofitar al màxim les seves funcionalitats, algunes d'aquestes persisteixen en el disc dur de l'ordinador per tal de poder ser d'utilitat en futures sessions. Aquest tipus de galetes, anomenades persistents, tenen una data d'esborrament que és definida pel creador del lloc web, i que permeten per exemple, recordar els productes comprats en altres sessions comerç electrònic o recordar les contrasenyes guardades en pàgines en les que cal identificació. En aquest sentit es parla dels inconvenients dels fitxers temporals d'Internet.

## Configuració del navegador
Segons la configuració dels diferents navegadors, els usuaris poden determinar les diferents actuacions respecte a les galetes.
1. Les galetes s'accepten sempre
2. Es pregunta en cada cas si es poden acceptar les galetes
3. Les galetes no s'accepten mai

Alguns navegadors com ara Firefox també incorporen un gestor de galetes, amb opcions que permeten opcions alternatives
1. Acceptar només aquelles galetes etiquetades com a no permanents
2. Acceptar galetes només dels llocs prèviament seleccionats
3. No acceptar les galetes de tercers
4. Veure les galetes de forma individual i escollir si es conserven o s'esborren

També hi ha plataformes alternatives com el P3P que permeten opcions més avançades pel que fa a l'ús i la gestió de galetes, d'acord amb les polítiques de privadesa definides per l'usuari.

## Cookiesde tercers
Les cookies afecten a la privacitat i identitat anònima dels usuaris a la web. Per molt que només siguin enviades al servidor el qual les va definir o a un altre servidor que pertanyi al mateix domini, una web pot tenir contingut com ara imatges i altres components que s'emmagatzemin en altres servidors, provocant la petició per part de l'usuari d'aquests continguts les cookies de tercers o de seguiment.
Aquestes galetes informàtiques són utilitzades per campanyes publicitàries, fent un seguiment dels usuaris mentre naveguen per varis llocs web, sempre que aquella campanya tingui imatges publicitàries o web bugs en les pàgines que consulta l'usuari. Amb aquest seguiment les campanyes de publicitat poden saber les preferències de l'usuari i així orientar millor la seva publicitat cap a ells.

### Restriccions
Poc a poc els navegadors han anat incorporant diferents configuracions que permeten a l'usuari bloquejar les galetes de tercers.
En certs països existeix una legislació per a les cookies, ja que fis i tot poden crear un perfil d'usuaris, encara que es limiti a un sol domini, és tota una amenaça per a la privacitat, més envara si és fa en varis dominis amb galetes de tercers.
El govern dels Estats Units va establir dures normes per a la creació de galetes en el 2000, quan es va descobrir que l'Oficina de Control de Drogues Nacional de la Casa Blanca utilitzava cookies per seguir els usuaris que visitaven la seva campanya en contra de les drogues que després entraven en webs que tenien relació amb la creació i l'ús de les mateixes. Daniel Brandt, activista, va descobrir l'any 2002 que la CIA havia estat definint cookies persistents en ordinadors durant al menys 10 anys. Brandt ho denuncià, i la CIA va respondre dient que la creació no havia sigut intencionada, deixant d'utilitzar-les a partir d'aquell moment. Brandt va descobrir també aquestes cookies persistents a l'Agència de Seguretat Nacional en Nadal de 2005, dues galetes que apareixien degut a una actualització de software. L'agència les deshabilitaria un cop va ser informada sobre l'incompliment de la política de cookies.
La directiva de la Unió Europea de l'any 2002 sobre privacitat en l'àmbit de la telecomunicació va incloure també normes sobre l'ús de les cookies. En el tercer paràgraf del cinquè article estableix que l'emmagatzemament de dades en l'ordinador d'un usuari només es pot fer sempre que l'usuari rebi informació sobre com s'utilitzen les dades i que l'usuari pugui rebutjar aquesta operació, sent excepció les dades que s'han d'emmagatzemar per motius tècnics. Amb aquestes mesures s'esperava que s'apliqués l'any 2003, un informe de 2004 diu que encara no s'han aplicat aquestes mesures, havent-hi casos de països que ni tan sols l'havien transposat a la seba legislació. En aquest informe es dona també la situació de cadascun dels membres a partir d'un anàlisi.
La legislació posterior obligaria a que s'informés als usuaris de l'ús de cookies als llocs web.
Google anunciaria l'any 2020 que de cara a 2022 prohibiria l'ús de cookies de tercers, però s'ha passat a aplaçar la mesura fins a mitjans de l'any 2023, promovent la utilització de la API FLoC en substitució. Tornaria a retrasar-se posteriorment aquesta mesura fins a l'any 2024.

## Inconvenients de lescookies
No només suposen les galetes un perill per a la privacitat, sinó que també comporten altres problemes com la incorrecta identificació dels usuaris i la possibilitat d'utilitzar-les per realitzar atacs de seguretat.

### Identificació inexacta
Si un ordinador fa ús de més d'un navegador, cadascun tindrà el seu emmagatzematge propi en quant a cookies. Això implica que una persona es identificada com el seu compte d'usuari, ordinador i navegador, tenint varis conjunts de cookies aquelles persones que utilitzin vàries comptes, ordinadors i/o navegadors.
Les galetes no distingeixen entre diferents persones que facin ús d'un mateix ordinador o navegador si aquestes no fan ús d'un compte d'usuari.

### Robatori decookies
Normalment, les cookies d'un servidor són enviades en els dos sentits (servidor-ordinador de l'usuari). Pel seu valor possiblement sensible (com ara dades personals), els valors de les galetes no són accesibles des d'altres ordinadors, però si són enviades en sessions HTTP normals, aquells usuaris amb un sniffer de paquets les poden arribar a veure. Aquest problema es pot solucionar amb la utilització de https, que xifra la connexió amb la seguretat de la capa de transport.
El scripting que hi ha entre llocs webs provoca que pugui haver un enviament del valor de les galetes a servidors que en condicions normals no rebrien. Els navegadors més actuals permeten l'execució de segments de codi rebuts del servidor. Si aquestes galetes són accesibles mentre es realitza l'execució, és possible que el seu valor pugui arribar a servidors que no haurien de poder accedir a aquesta informació. Aquest procés és el robatori de cookies, i no és una solució el xifrat.
El robatori de cookies és explotat per atacants de llocs web els quals deixen als seus usuaris enviar contingut HTML. Amb un seguiment de codi en un d'aquests enviaments HTML, els atacants poden rebre les galetes dels usuaris. Amb aquestes galetes, els atacants podran fer-se passar per l'usuari a qui han robat les cookies en aquells llocs web on s'utilitzen les galetes que han robat.

### Falsificació decookies
Encara que les galetes s'emmagatzemin i s'enviïn sense ser modificades, un atacant pot modificar els valors de les cookies abans que aquestes s'enviïn de tornada, podent un atacant, per exemple, manipular el valor d'una compra d'un usuari emmagatzemat en un lloc web i així pagar menys l'atacant per la compra. Aquest procés s'anomena falsificació de cookies.
Normalment els lloc webs només deixen emmagatzemat a la cookie l'identificador de sessió, quedan la resta de valors i informació al propi servidor, quedant gairebé eliminat el problema de falsificació.

### Cookiesentre llocs
Cada lloc web hauria de tenir les seves galetes pròpies per evitar que llocs web dolents modifiquin les galetes de llocs web bons. Però la vulnerabilitat de les cookies entre llocs fa que els llocs web maliciosos puguin saltar-se aquesta norma. Això no és un atac a la web, sinó un atac concentrat a l'usuari amb un navegador vulnerable. La intenció d'un atac d'aquest tipus pot ser robar un compte d'inici de sessió.

## Alternatives a lescookies
Hi ha altres mecanismes que poden realitzar les operacions que fan les galetes, però aquests mecanismes comporten una sèrie d'inconvenients que acaben fent a les cookies la millor opció a escollir. Les alternatives que ara es presentaran permeten també el seguiment de l'usuari, però de manera menys fiable, sent encara la privacitat un problema per molt que el navegador i servidor rebutgin o no defineixin les galetes.

### Direcció IP
És una técnica de baixa fiabilitat, i consisteix en emmagatzemar les direccions IP dels ordinadors que consulten les pàgines web com a métode de seguiment de l'usuari. Des dels inicis de la World Wide Web ha sigut possible la utilització d'aquesta técnica ja que per a descarregar llocs web era necessari pel servidor saber quina era la direcció IP de l'ordinador que estava sol·licitant la descàrrega. Aquesta informació pot ser emmagatzemada pel servidor fins i tot sense la utilització de cookies.
Però aquestes direccions són bastant menys fiables que les galetes en quant a la identificació d'usuaris, ja que un mateix ordinador pot ser utilitzat per varis usuaris, tenint així diverses direccions IP en diferents sessions. Aquesta tècnica pot ser més fiable mitjançant una característica del protocol HTTP: quan un navegador sol·licita una pàgina web concreta perquè l'usuari ha seguit un enllaç, l petició que s'enviarà al servidor tindrà la URL d'aquella pàgina web on es trobi l'enllaç que l'usuari ha seguit. Així, és possible rastrejar el camí d'un usuari a través de pàgines web de forma bastant més precisa. Tot i això no supera en fiabilitat a les cookies (fins i tot hi ha usos que no pot substituir, només el de rastreig i sense la mateixa fiabilitat) ja que és possible que més d'un usuari consulti una mateixa pàgina des d'un mateix ordinador però que segueixi enllaços diferents.
A més, hi ha sistemes que impossibiliten del seguiment de direcció IP, ja que permeten l'anonimat als llocs web. Amb aquests sistemes es poden utilitzar vàries direccions per a una sola sessió o varis usuaris com una sola direcció IP, fent inútil el rastreig de direcció IP.

### URL (query string)
Las incrustació d'informació a la URL sí que aporta més precisió, sent el mètode que PHP utilitza si les galetes estan desactivades.
Amb aquest mètode, el servidor afegeix cadenes de consulta als enllaços de les seves pàgines web quan els ha de servir al navegador i així, quan l'usuari segueixi un enllaç, el navegador donarà al servidor la query string que s'ha afegit als enllaços.
Les query strings s'assemblen molt a les galetes informàtiques quan reben aquest ús, sent definides per un servidor i tornades pel navegador. Tot i així, es diferencien en el fet que la cadena de consulta és part d'una URL que si es reutilitza enviarà al servidor la mateixa informació. Per tant, si aquestes URLs s'envien entre usuaris, dos usuaris poden utilitzar les mateixes preferències.
Un altre problema és la possibilitat que en dues consultes per separat a la página web, és possible que s'utilitzin dues query strings diferents, podent causar-se aquest cas per accedir a una pàgina des de diferents enllaços (per exemple, accedir-hi des d'un buscador pot causar una query string diferent a si s'accedeix des d'un enllaç d'una pàgina web). Això no es donaria amb les cookies.
Les query strings tenen més desavantatges, aquest cop en relació amb la privacitat, ja que emmagatzemar en elles informació d'una sessió facilita els atacs de fixació de sessió, de seguiment de referents i d'altres que deixen en vulnerabilitat a l'usuari, sent les cookies més segures en aquest sentit.
A més, les query strings es veuen afectades pel disseny del lloc web i haurien de referenciar sempre a un recurs, perdent-se això si s'utilitza una cadena de consulta, ja que no representaria la ubicació real del recurs.

### Autenticació HTTP
Per la realització de l'autenticació, el protocol HTTP utilitza mecanismes com poden ser el digest access authentication, que només permet l'accés a l'usuari al introduir un nom d'usuari i la seva corresponent contrasenya, utilitzant-les el navegador per accedir a les pàgines següents després d'emmagatzemar-les. Per a l'usuari, el funcionament és el mateix que amb les cookies, però internament, el nom d'usuari i contrasenya són enviats al servidor amb cada petició, permetent llegir aquesta informació a algú que estigués escoltant aquest tràfic. Tot i això, les sessions es solen tancar després d'un període d'inactivitat, sent impossible tornar al punt on ho havia deixat l'usuari quan estava navegant.

### Objectes Macromedia Flash emmagatzemats localment
Quan un navegadir té el complement Macromedia Flash Player, pot utilitzar-se la funció d'objectes compartits de forma local de forma similar a les galetes. Els objectes emmagatzemats localment o local stored objects poden resultar una opció ben interessant per als desenvolupadors web, ja que la majoria d'usuaris que utilitzen Windows disposen de Flash Player, la mida màxim dels objectes és de 100 kilobytes i els conrtols de seguretat disten dels controls d'usuari que duen a terme les cookies, podent estar els objectes emmagatzemats localment actius quan les cookies no ho estan.

### Persistència en el client
Alguns navegadors donen suport a un mecanisme de persistència el qual es basa en un script que permet emmagatzemar a una pàgina informació de forma local per utilitzar-la en un altre moment, com pot ser l'historial de Internet Explorer o el seu apartat de favorits

#### Propietatwindow.namedeJavaScript
Si s'habilita l'ús de JavaScript, és possible fer ús de la propietat window.name del objecte window amb el propòsit de guardar informació de manera persistent, quedant inalterada durant la càrrega d'altres pàgines web. Això no és conegut per molts no considerant-se una errada de seguretat. I no només això, la utilització de window.name té certs problemes en quant a compatibilitat amb els navegadors, com pot ser Mozilla Firefox, el qual no dona suport la persistència de JavaScript amb l'ús de window.name.